# Saison 1952-1953 de la Juventus FC
Maillots
Chronologie
Saison précédente Saison suivante
La saison 1952-1953 de la Juventus Football Club est la cinquantième de l'histoire du club, créé cinquante-six ans plus tôt en 1897.
L'équipe piémontaise prend part au cours de cette saison à la 51e édition du championnat d'Italie (21e de Serie A).

## Historique
Tenant du scudetto, la Juventus Football Club a cette année les arguments pour entendre garder son titre.
Avec le même président (Gianni Agnelli) et le même entraîneur (György Sárosi) que lors de la saison précédente, les piémontais entreprennent quelques changements dans son effectif.
La Juve voit arriver en défense Bruno Garzena, ainsi qu'Umberto Pinardi au milieu de terrain, tandis que l'attaque est renforcée par les arrivées de Riccardo Carapellese ainsi que de Guido Del Grosso.

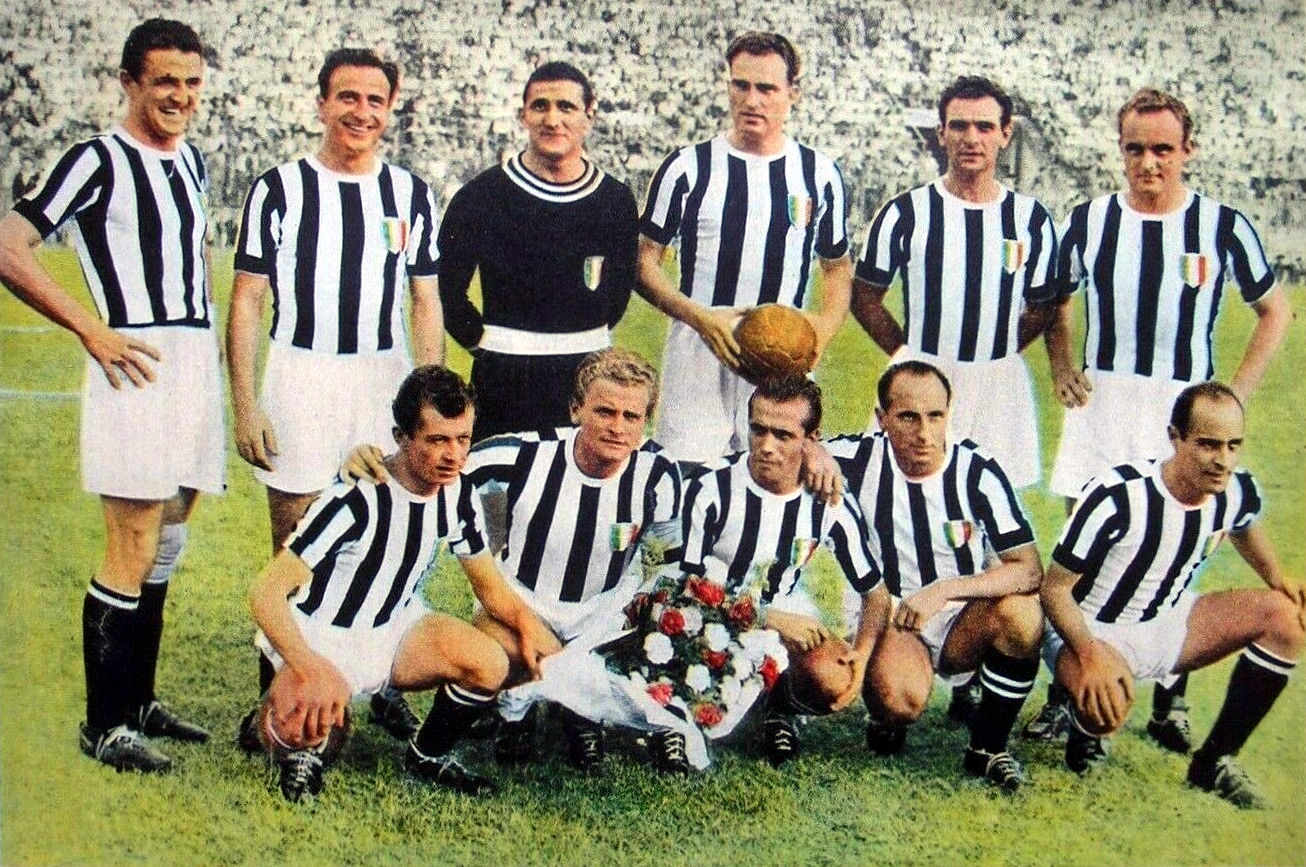
Les bianconeri vice-championne d'Italie

La Juventus commence pourtant sa nouvelle saison très timidement avec un nul lors de la première journée (1-1 contre Palerme le dimanche 14 septembre 1952 avec un but juventino de Carapellese) suivit d'une défaite. Ce n'est qu'au bout de la 3e journée que le club se reprend en main et s'impose 5-1 sur le terrain de l'Atalanta (buts de Muccinelli, Carapellese sur doublé, Vivolo et J. Hansen), cette victoire signant le début d'une série de 8 succès consécutifs, série arrêtée le 30 novembre à la suite d'un nul 2 buts partout à l'extérieur sur le terrain du SPAL (buts bianconeri de Vivolo sur penalty et de J. Hansen). La Vieille Dame finit ensuite son année avec une défaite, un match nul et une victoire. Pour la première rencontre de la nouvelle année 1953, le club bianconero perd à domicile au Stadio Comunale sur le score de 2 buts à rien contre l'Inter lors de la 15e journée. Deux semaines plus tard, les turinois furent à nouveau défaits 3 buts à 2 contre Naples, le 18 janvier (avec des buts juventini de J. Hansen et Præst). Pour la première partie des phases retours, l'équipe du Piémont s'impose chez elle 2 à 1 contre Palerme grâce aux buts de Mari sur penalty et Boniperti, avant de subir 2 défaites et un match nul. Lors du match du 22 février comptant pour la 22e journée, la Juve écrase 8 à 0 la Fiorentina (avec des buts de Boniperti (doublé), Vivolo, Carapellese (doublé), J. Hansen (doublé) et Præst). Trois semaines plus tard, Madame remporte son second derby della Mole de l'année contre son ennemi du Torino sur le plus petit des scores grâce à Præst. Il s'ensuit ensuite trois matchs nuls d'affilée avant que les bianconeri ne battent 2 buts à 1 le Milan sur ses terres le 12 avril (grâce aux réalisations de Præst et de Boniperti). L'équipe de Turin termine ensuite son mois de mai avec une défaite, deux victoires et un match nul, jouant le dernier match de la saison le 31 mai avec un score final de un but partout contre Naples (but piémontais sur penalty de J. Hansen) lors de la 34e journée.
Finalement, la Juventus FC termine sur le podium à la 2e place du classement du championnat avec 45 points (finissant vice-championne d'Italie pour la 8e fois de son histoire), avec 18 victoires, 9 matchs nuls et 7 défaites.
Le Danois John Hansen, grâce à ses 22 réalisations, termine pour la 4e année consécutive (pour autant d'années passées au club) le meilleur buteur du club.
Le club continue sur sa lancée, et reste sur le podium qu'il n'a plus quitté depuis quatre saisons.

## Déroulement de la saison

### Résultats en championnat
- Phase aller

| dimanche 14 septembre 1952 1re journée | Palerme     | 1 - 1 | Juventus        | Stadio La Favorita, Palerme 16h00 Arbitre : Agnolin |
| dimanche 14 septembre 1952 1re journée | Bettini 49e |       | 53e Carapellese | Stadio La Favorita, Palerme 16h00 Arbitre : Agnolin |

| dimanche 21 septembre 1952 2e journée | Juventus      | 1 - 2 | Bologne                | Stadio Comunale, Turin 16h00 Arbitre : Orlandini |
| dimanche 21 septembre 1952 2e journée | J. Hansen 49e |       | 19e Randon · 70e Bacci | Stadio Comunale, Turin 16h00 Arbitre : Orlandini |

| dimanche 28 septembre 1952 3e journée | Atalanta    | 1 - 5 | Juventus                                                         | Stadio Comunale, Bergame 15h30 Arbitre : Gemini |
| dimanche 28 septembre 1952 3e journée | Cergoli 61e |       | 9e Muccinelli · 45e 84e Carapellese · 60e Vivolo · 80e J. Hansen | Stadio Comunale, Bergame 15h30 Arbitre : Gemini |

| dimanche 5 octobre 1952 4e journée | Juventus                       | 3 - 2 | Triestina                  | Stadio Comunale, Turin 15h30 Arbitre : Bellé |
| dimanche 5 octobre 1952 4e journée | J. Hansen 21e · Vivolo 29e 82e |       | 63e Boscolo · 67e Giannini | Stadio Comunale, Turin 15h30 Arbitre : Bellé |

| dimanche 12 octobre 1952 5e journée | Fiorentina  | 1 - 2 | Juventus              | Stadio Comunale, Florence 15h30 Arbitre : Bernardi |
| dimanche 12 octobre 1952 5e journée | Mariani 22e |       | 13e (pen.) 53e Vivolo | Stadio Comunale, Florence 15h30 Arbitre : Bernardi |

| dimanche 19 octobre 1952 6e journée | Juventus                                          | 4 - 0 | Udinese | Stadio Comunale, Turin 15h00 Arbitre : Marchese |
| dimanche 19 octobre 1952 6e journée | Vivolo 34e (pen.) · J. Hansen 40e 74e · Præst 68e |       |         | Stadio Comunale, Turin 15h00 Arbitre : Marchese |

| dimanche 2 novembre 1952 7e journée | Côme | 0 - 1           | Juventus | Stadio Giuseppe Sinigaglia, Côme 14h30 Arbitre : Bernardi |
| dimanche 2 novembre 1952 7e journée |      | 47e Carapellese |          | Stadio Giuseppe Sinigaglia, Côme 14h30 Arbitre : Bernardi |

| dimanche 9 novembre 1952 8e journée | Juventus                                                   | 4 - 1 | Torino        | Stadio Comunale, Turin 14h30 52 000 spectateurs Arbitre : Agnolin |
| dimanche 9 novembre 1952 8e journée | J. Hansen 35e · Boniperti 46e · Præst 58e · Muccinelli 89e |       | 87e Moltrasio | Stadio Comunale, Turin 14h30 52 000 spectateurs Arbitre : Agnolin |

| dimanche 16 novembre 1952 9e journée | Novare | 0 - 6                                                     | Juventus | Stadio Comunale, Novare 14h30 Arbitre : Massai |
| dimanche 16 novembre 1952 9e journée |        | 12e 78e J. Hansen · 27e 34e 75e Vivolo · 30e (csc) Feccia |          | Stadio Comunale, Novare 14h30 Arbitre : Massai |

| dimanche 23 novembre 1952 10e journée | Juventus           | 3 - 0 | Sampdoria | Stadio Comunale, Turin 14h30 Arbitre : Jonni |
| dimanche 23 novembre 1952 10e journée | Vivolo 40e 45e 90e |       |           | Stadio Comunale, Turin 14h30 Arbitre : Jonni |

| dimanche 30 novembre 1952 11e journée | SPAL         | 2 - 2 | Juventus                          | Stadio Comunale, Ferrare 14h30 Arbitre : Pieri |
| dimanche 30 novembre 1952 11e journée | Sega 53e 86e |       | 75e (pen.) Vivolo · 88e J. Hansen | Stadio Comunale, Ferrare 14h30 Arbitre : Pieri |

| dimanche 7 décembre 1952 12e journée | Juventus | 0 - 3                          | Milan | Stadio Comunale, Turin 14h30 Arbitre : Massai |
| dimanche 7 décembre 1952 12e journée |          | 18e Nordahl · 42e 76e Frignani |       | Stadio Comunale, Turin 14h30 Arbitre : Massai |

| dimanche 14 décembre 1952 13e journée | Pro Patria                      | 3 - 3 | Juventus                           | Stadio Comunale, Busto Arsizio 14h30 Arbitre : Bellé |
| dimanche 14 décembre 1952 13e journée | Rebuzzi 22e · Bertoloni 49e 74e |       | 3e 20e J. Hansen · 32e Carapellese | Stadio Comunale, Busto Arsizio 14h30 Arbitre : Bellé |

| dimanche 21 décembre 1952 14e journée | Juventus                      | 3 - 2 | Roma                               | Stadio Comunale, Turin 14h30 Arbitre : Agnolin |
| dimanche 21 décembre 1952 14e journée | Præst 11e 71e · J. Hansen 84e |       | 67e Bronée · 90e (pen.) Pandolfini | Stadio Comunale, Turin 14h30 Arbitre : Agnolin |

| dimanche 4 janvier 1953 15e journée | Inter                      | 2 - 0 | Juventus | Stadio San Siro, Milan 14h30 Arbitre : Agnolin |
| dimanche 4 janvier 1953 15e journée | Lorenzi 30e · Skoglund 61e |       |          | Stadio San Siro, Milan 14h30 Arbitre : Agnolin |

| dimanche 11 janvier 1953 16e journée | Juventus                                                                | 5 - 0 | Lazio | Stadio Comunale, Turin 14h30 Arbitre : Bernardi |
| dimanche 11 janvier 1953 16e journée | J. Hansen 44e (pen.) 61e · Præst 58e · K.A. Hansen 82e · Muccinelli 88e |       |       | Stadio Comunale, Turin 14h30 Arbitre : Bernardi |

| dimanche 18 janvier 1953 17e journée | Naples                                 | 3 - 2 | Juventus                | Stadio Arturo Collana, Naples 14h30 Arbitre : Bellé |
| dimanche 18 janvier 1953 17e journée | Pesaola 24e · Jeppson 30e · Amadei 89e |       | 7e J. Hansen · 9e Præst | Stadio Arturo Collana, Naples 14h30 Arbitre : Bellé |

- Phase retour

| dimanche 25 janvier 1953 18e journée | Juventus                        | 2 - 1 | Palerme       | Stadio Comunale, Turin 14h30 Arbitre : Piemonte |
| dimanche 25 janvier 1953 18e journée | Mari 39e (pen.) · Boniperti 87e |       | 69e De Grandi | Stadio Comunale, Turin 14h30 Arbitre : Piemonte |

| dimanche 1er février 1953 19e journée | Bologne   | 1 - 0 | Juventus | Stadio Comunale, Bologne 14h30 Arbitre : Massai |
| dimanche 1er février 1953 19e journée | Mayer 28e |       |          | Stadio Comunale, Bologne 14h30 Arbitre : Massai |

| dimanche 8 février 1953 20e journée | Juventus      | 1 - 1 | Atalanta     | Stadio Comunale, Turin 15h00 Arbitre : Corallo |
| dimanche 8 février 1953 20e journée | J. Hansen 62e |       | 10e Sørensen | Stadio Comunale, Turin 15h00 Arbitre : Corallo |

| dimanche 15 février 1953 21e journée | Triestina               | 2 - 1 | Juventus             | Stadio Comunale, Trieste 15h00 Arbitre : Scaramella |
| dimanche 15 février 1953 21e journée | Petagna 5e · Dorigo 59e |       | 65e (pen.) J. Hansen | Stadio Comunale, Trieste 15h00 Arbitre : Scaramella |

| dimanche 22 février 1953 22e journée | Juventus                                                                             | 8 - 0 | Fiorentina | Stadio Comunale, Turin 15h00 Arbitre : Carpani |
| dimanche 22 février 1953 22e journée | Boniperti 1re 68e · Vivolo 22e · Carapellese 51e 84e · J. Hansen 60e 75e · Præst 78e |       |            | Stadio Comunale, Turin 15h00 Arbitre : Carpani |

| dimanche 1er mars 1953 23e journée | Udinese  | 1 - 1 | Juventus        | Stadio Moretti, Udine 15h00 Arbitre : Bellé |
| dimanche 1er mars 1953 23e journée | Moro 24e |       | 34e Carapellese | Stadio Moretti, Udine 15h00 Arbitre : Bellé |

| dimanche 8 mars 1953 24e journée | Juventus                   | 2 - 1 | Côme         | Stadio Comunale, Turin 15h00 Arbitre : Tassini |
| dimanche 8 mars 1953 24e journée | Vivolo 12e · Boniperti 18e |       | 26e Cattaneo | Stadio Comunale, Turin 15h00 Arbitre : Tassini |

| dimanche 15 mars 1953 25e journée | Torino | 0 - 1     | Juventus | Stadio Filadelfia, Turin 15h00 16 000 spectateurs Arbitre : Orlandini |
| dimanche 15 mars 1953 25e journée |        | 68e Præst |          | Stadio Filadelfia, Turin 15h00 16 000 spectateurs Arbitre : Orlandini |

| dimanche 22 mars 1953 26e journée | Juventus      | 1 - 1 | Novare    | Stadio Comunale, Turin 15h00 6500 spectateurs Arbitre : Bellé |
| dimanche 22 mars 1953 26e journée | J. Hansen 78e |       | 27e Piola | Stadio Comunale, Turin 15h00 6500 spectateurs Arbitre : Bellé |

| dimanche 29 mars 1953 27e journée | Sampdoria | 1 - 1 | Juventus             | Stade Luigi-Ferraris, Gênes 15h30 Arbitre : Bernardi |
| dimanche 29 mars 1953 27e journée | Conti 40e |       | 33e (pen.) J. Hansen | Stade Luigi-Ferraris, Gênes 15h30 Arbitre : Bernardi |

| dimanche 28 mars 1953 28e journée | Juventus                         | 2 - 2 | SPAL                        | Stadio Comunale, Turin 15h30 Arbitre : Jonni |
| dimanche 28 mars 1953 28e journée | Del Grosso 34e · Carapellese 60e |       | 15e Mussino · 45e Pellicari | Stadio Comunale, Turin 15h30 Arbitre : Jonni |

| dimanche 12 avril 1953 29e journée | Milan       | 1 - 2 | Juventus                  | Stadio San Siro, Milan 15h30 Arbitre : Orlandini |
| dimanche 12 avril 1953 29e journée | Nordahl 41e |       | 11e Præst · 68e Boniperti | Stadio San Siro, Milan 15h30 Arbitre : Orlandini |

| dimanche 19 avril 1953 30e journée | Juventus                         | 2 - 0 | Pro Patria | Stadio Comunale, Turin 15h30 Arbitre : Rigato |
| dimanche 19 avril 1953 30e journée | K.A. Hansen 23e · Muccinelli 78e |       |            | Stadio Comunale, Turin 15h30 Arbitre : Rigato |

| dimanche 3 mai 1953 31e journée | Roma                                      | 3 - 0 | Juventus | Stadio Torino, Rome 15h30 Arbitre : Bernardi |
| dimanche 3 mai 1953 31e journée | Perissinotto 11e · Tre Re 16e · Galli 31e |       |          | Stadio Torino, Rome 15h30 Arbitre : Bernardi |

| dimanche 10 mai 1953 32e journée | Juventus                  | 2 - 1 | Inter          | Stadio Comunale, Turin 16h00 Arbitre : Agnolin |
| dimanche 10 mai 1953 32e journée | Boniperti 35e · Præst 88e |       | 68e Giacomazzi | Stadio Comunale, Turin 16h00 Arbitre : Agnolin |

| dimanche 24 mai 1953 33e journée | Lazio | 0 - 1      | Juventus | Stadio Torino, Rome 16h00 Arbitre : Valsecchi |
| dimanche 24 mai 1953 33e journée |       | 44e Vivolo |          | Stadio Torino, Rome 16h00 Arbitre : Valsecchi |

| dimanche 31 mai 1953 34e journée | Juventus             | 1 - 1 | Naples      | Stadio Comunale, Turin 16h30 Arbitre : Bellé |
| dimanche 31 mai 1953 34e journée | J. Hansen 50e (pen.) |       | 30e Jeppson | Stadio Comunale, Turin 16h30 Arbitre : Bellé |

#### Classement
|  |    | Classement final 1952-1953 | Pts | MJ | V  | N | D | BP | BC | Dif |
|  | -- | -------------------------- | --- | -- | -- | - | - | -- | -- | --- |
|  | 1. | Inter                      | 47  | 34 | 19 | 9 | 6 | 46 | 24 | +22 |
|  | 2. | Juventus                   | 45  | 34 | 18 | 9 | 7 | 73 | 40 | +33 |
|  | 3. | Milan                      | 43  | 34 | 17 | 9 | 8 | 64 | 34 | +30 |

### Matchs amicaux
| dimanche 31 août 1952 | Ivrée          | 1 - 16 | Juventus         |  |
| dimanche 31 août 1952 | Buteur inconnu |        | Buteurs inconnus |  |

| samedi 6 septembre 1952 | Milan            | 3 - 0 | Juventus |  |
| samedi 6 septembre 1952 | Buteurs inconnus |       |          |  |

| mercredi 10 septembre 1952 | Juventus         | 10 - 0 | Cenisia |  |
| mercredi 10 septembre 1952 | Buteurs inconnus |        |         |  |

| jeudi 18 septembre 1952 | Juventus         | 4 - 1 | Cenisia        |  |
| jeudi 18 septembre 1952 | Buteurs inconnus |       | Buteur inconnu |  |

| jeudi 2 octobre 1952 | Juventus | score inconnu | Aoste |  |
| jeudi 2 octobre 1952 |          |               |       |  |

| jeudi 9 octobre 1952 | Juventus         | 9 - 1 | Cenisia        |  |
| jeudi 9 octobre 1952 | Buteurs inconnus |       | Buteur inconnu |  |

| jeudi 16 octobre 1952 | Juventus         | 7 - 2 | Aoste            |  |
| jeudi 16 octobre 1952 | Buteurs inconnus |       | Buteurs inconnus |  |

| jeudi 27 novembre 1952 | Juventus         | 4 - 0 | Aoste |  |
| jeudi 27 novembre 1952 | Buteurs inconnus |       |       |  |

| jeudi 18 décembre 1952 | Juventus         | 9 - 1 | Cenisia        |  |
| jeudi 18 décembre 1952 | Buteurs inconnus |       | Buteur inconnu |  |

| jeudi 1er janvier 1953 | Juventus         | 10 - 1 | Aoste          |  |
| jeudi 1er janvier 1953 | Buteurs inconnus |        | Buteur inconnu |  |

| jeudi 19 mars 1953 | Juventus | score inconnu | Ardita |  |
| jeudi 19 mars 1953 |          |               |        |  |

| dimanche 26 avril 1953 | Alexandrie     | 1 - 4 | Juventus         |  |
| dimanche 26 avril 1953 | Buteur inconnu |       | Buteurs inconnus |  |

| jeudi 30 avril 1953 | Arsenal Spezia   | 2 - 3 | Juventus         |  |
| jeudi 30 avril 1953 | Buteurs inconnus |       | Buteurs inconnus |  |

| jeudi 11 juin 1953 | Jutland        | 1 - 5 | Juventus         |  |
| jeudi 11 juin 1953 | Buteur inconnu |       | Buteurs inconnus |  |

| mardi 16 juin 1953 | Boldklub 93    | 1 - 2 | Juventus         |  |
| mardi 16 juin 1953 | Buteur inconnu |       | Buteurs inconnus |  |

| samedi 20 juin 1953 | Randers Freja | 0 - 6            | Juventus |  |
| samedi 20 juin 1953 |               | Buteurs inconnus |          |  |

| mardi 23 juin 1953 | Esbjerg          | 2 - 7 | Juventus         |  |
| mardi 23 juin 1953 | Buteurs inconnus |       | Buteurs inconnus |  |

| lundi 29 juin 1953 | Sélection d'Odense | 2 - 5 | Juventus         |  |
| lundi 29 juin 1953 | Buteurs inconnus   |       | Buteurs inconnus |  |

| mercredi 1er juillet 1953 | Allyance         | 2 - 4 | Juventus         |  |
| mercredi 1er juillet 1953 | Buteurs inconnus |       | Buteurs inconnus |  |

| samedi 4 juillet 1953 | Sélection de Moselle | 2 - 1 | Juventus       |  |
| samedi 4 juillet 1953 | Buteurs inconnus     |       | Buteur inconnu |  |

## Effectif du club
Effectif des joueurs de la Juventus Football Club lors de la saison 1952-1953.

## Buteurs
| 22 buts - John Hansen 16 buts - Pasquale Vivolo 10 buts - Karl Aage Præst 9 buts - Riccardo Carapellese | 7 buts - Giampiero Boniperti 4 buts - Ermes Muccinelli 2 buts - Karl Aage Hansen 1 but - Guido Del Grosso - Giacomo Mari |